# Dosirak

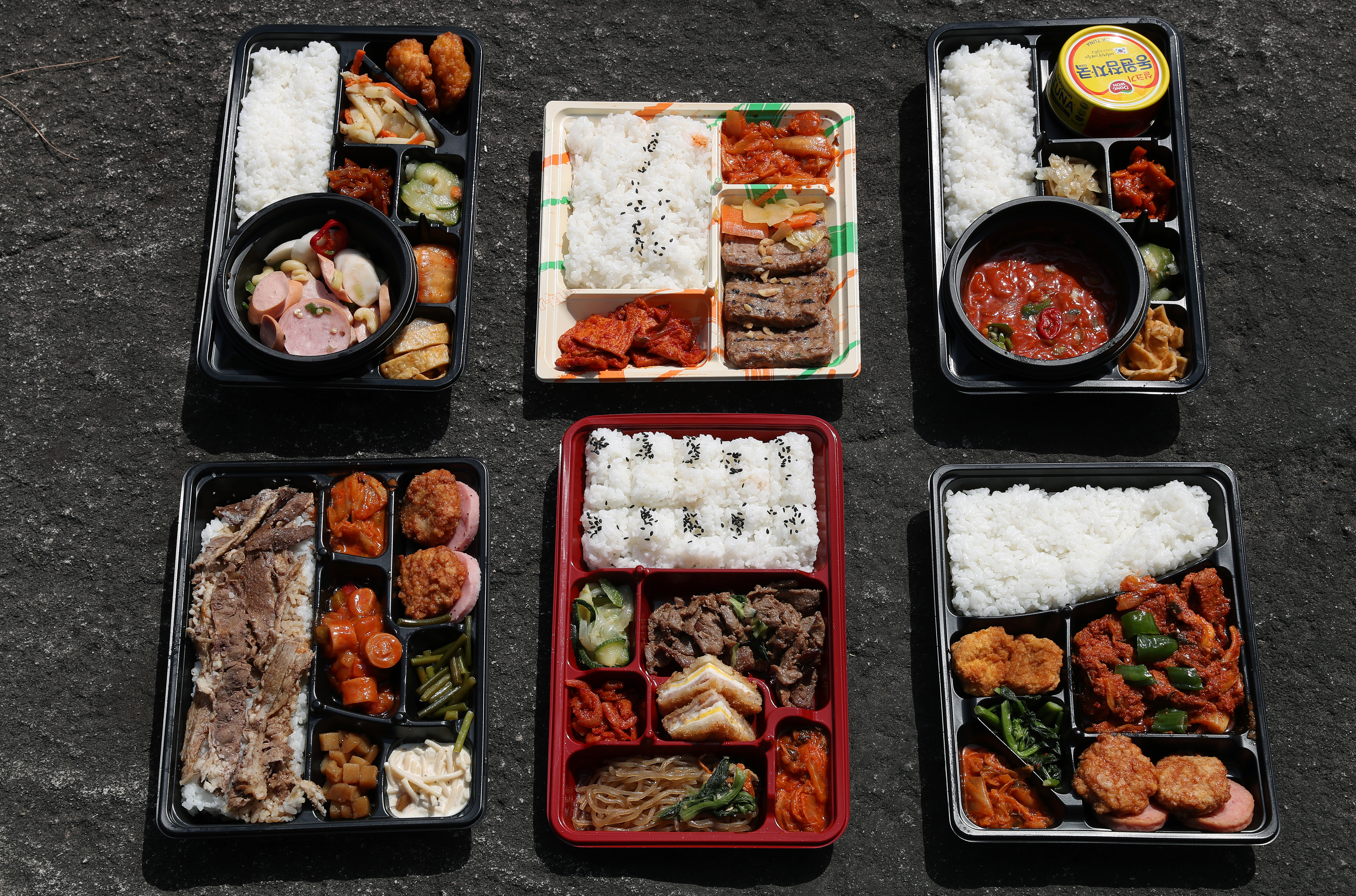
Một biến thể của Dosirak (hộp đồ ăn)

Dosirak (도시락) ở Hàn Quốc, hay kwakpap (곽밥) ở CHDCND Triều Tiên, là một loại hộp đồ ăn đóng sẵn thường bao gồm bap (cơm) và một vài loại banchan (đồ ăn kèm). Những hộp cơm trưa, cũng được gọi là dosirak hoặc dosirak-tong (hộp dosirak), thường là hộp đựng bằng nhựa hoặc thép chịu nhiệt có hoặc không có ngăn hoặc tầng. Dosirak thường được tự làm tại nhà, nhưng cũng được bán ở các cửa tiệm gần nhà ga và cửa hàng tiện lợi.

## Biến thể
Món dosirak tự làm tại gia thường được đóng hộp trong các hộp ăn trưa có thể tách rời bap (cơm) và banchan (đồ ăn kèm). Phần guk (nước canh), nếu có, thường được giữ ấm bằng ngăn cách nhiệt. Hộp chứa bằng nhựa hoặc thép giữ nhiệt là phổ biến nhất, nhưng sự kết hợp của gỗ và sơn mài, gốm sứ và tre, cũng như các vật liệu khác, cũng được sử dụng.
Yennal-dosirak (옛날 도시락; "dosirak ngày xưa") bao gồm bap (cơm), kimchi xào, xúc xích chiên trứng, trứng chiên, và gim (rong biển) vụn, thường được đóng gói trong một hộp ăn trưa hình chữ nhật làm bằng thiếc hoặc bạc Đức. Nó được lắc khi đậy nắp, để các thành phần được trộn vào nhau, trước khi ăn.
Gimbap-dosirak (김밥 도시락; "gimbap đóng hộp"), gồm các miếng gimbap (cơm cuộn rong biển) thái lát, thường được đóng gói cho các buổi dã ngoại.

## Hình ảnh

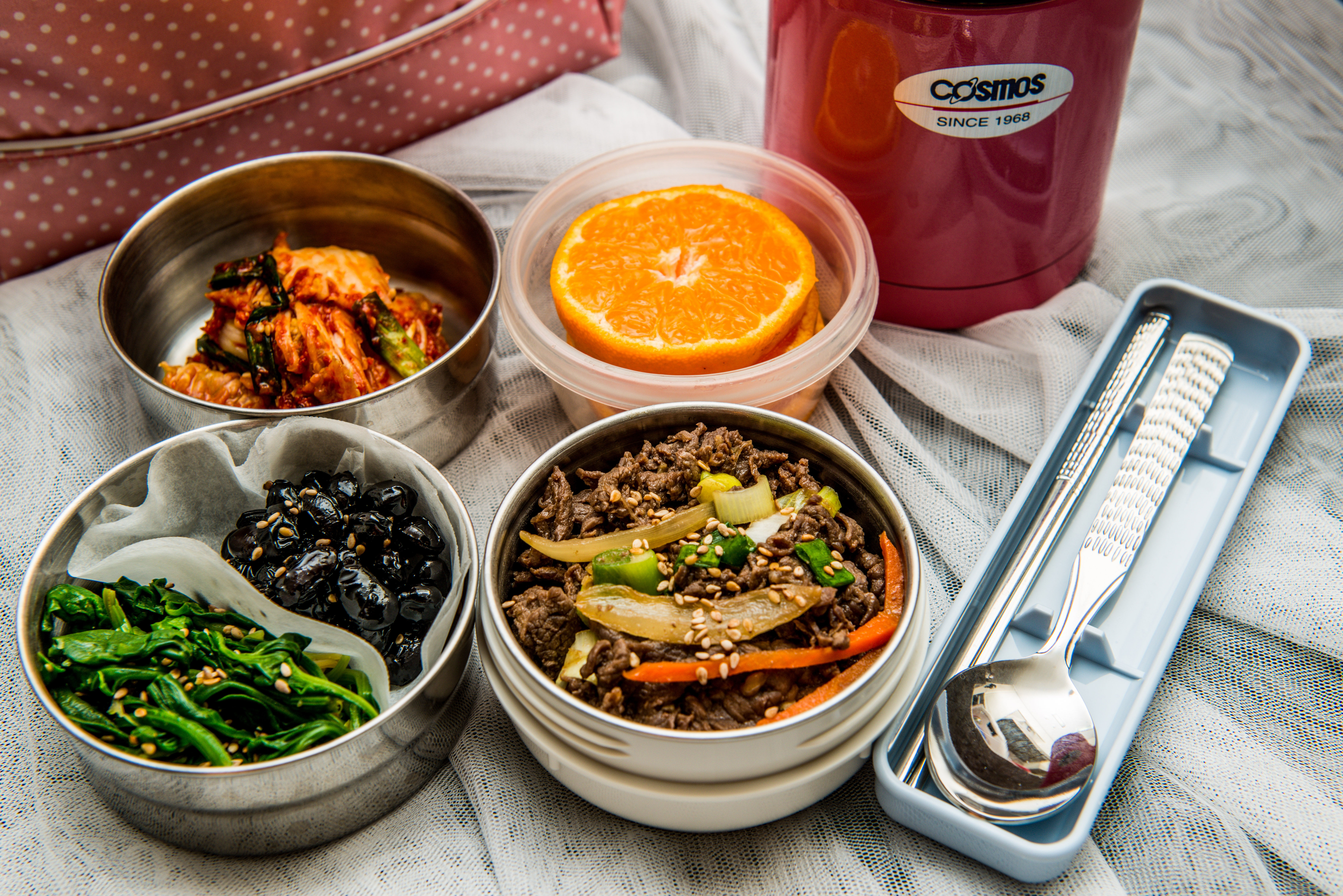
Dosirak làm tại gia
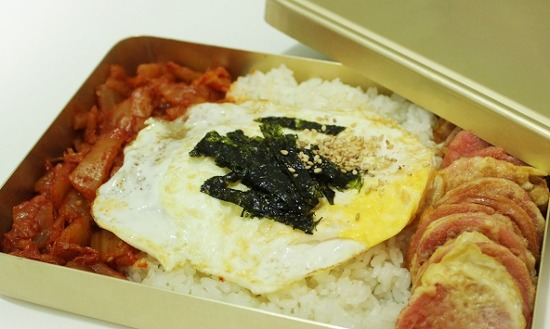
Yennal-dosirak (dosirak ngày xưa)
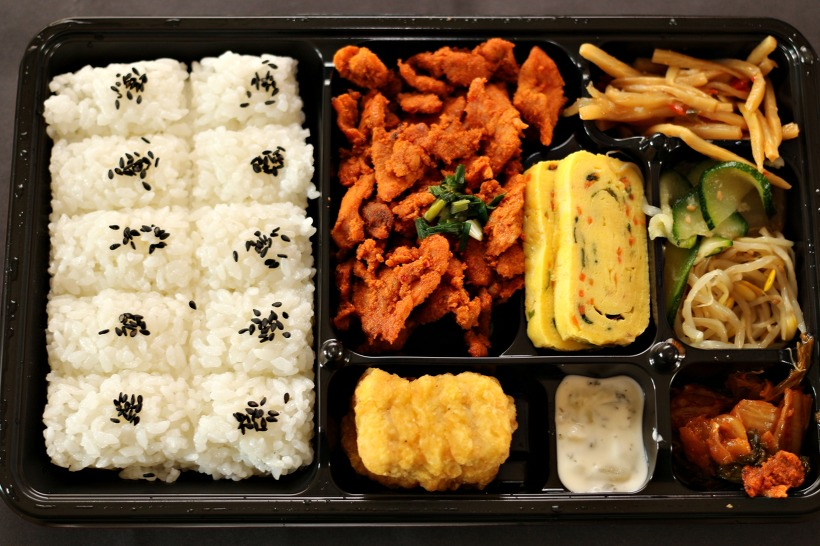
Dosirak bán trong cửa hàng tiện lợi
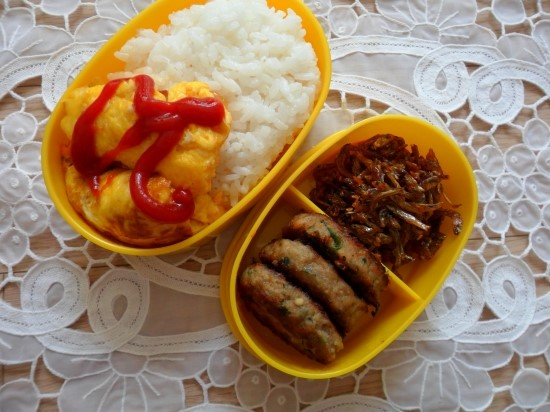
Dosirak đơn giản trong hộp nhựa
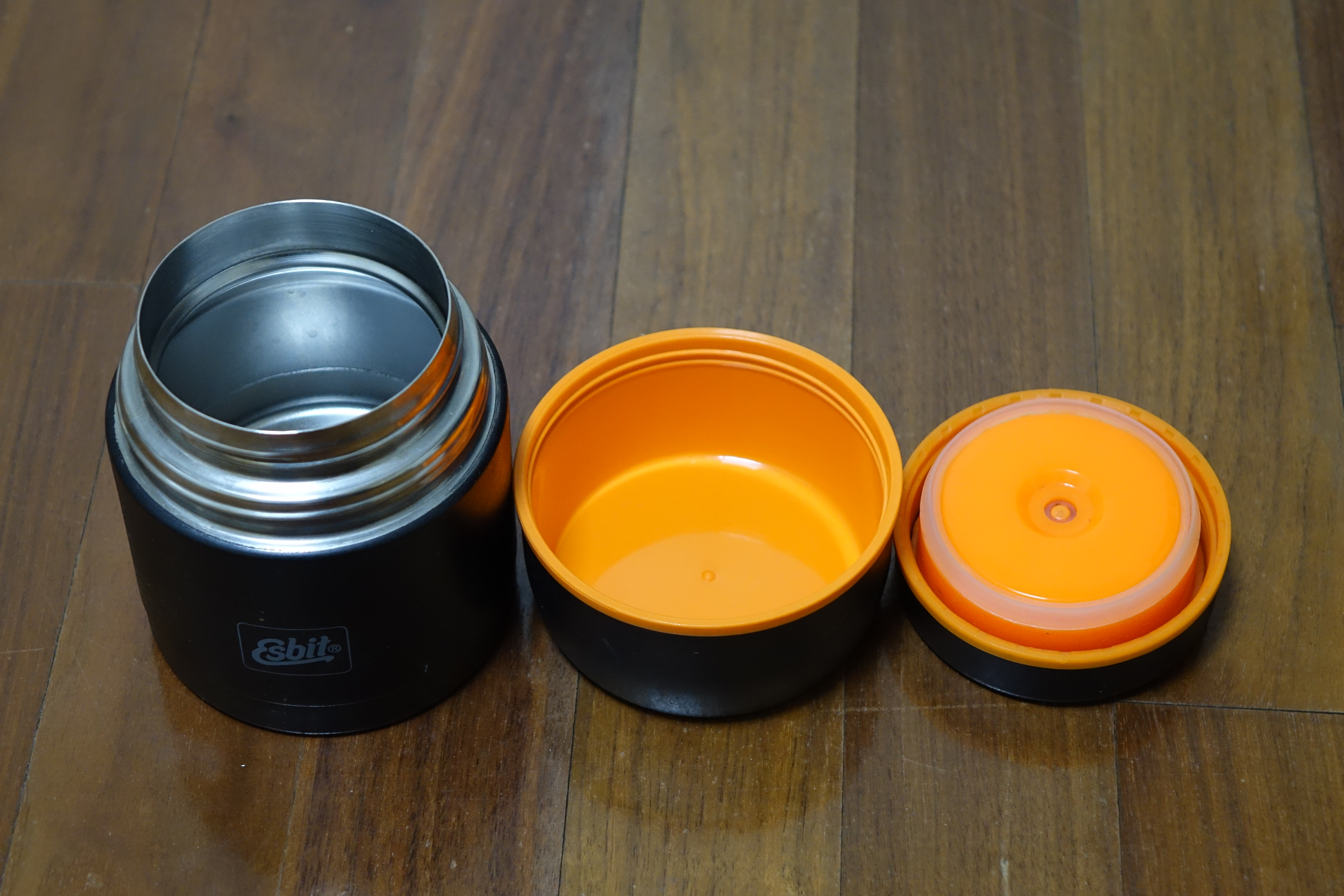
Hộp dosirak bằng thép giữ nhiệt